# Paolo Franchi (giornalista)
Paolo Franchi (Roma, 2 maggio 1949) è un giornalista e commentatore politico italiano.

## Attività professionale, politica e culturale
La sua carriera giornalistica comincia alla metà degli anni settanta, quando approda nella redazione di Rinascita, rivista del Partito Comunista Italiano. Più tardi ha lavorato a Paese Sera e a Panorama.
Nel 1986 arriva al Corriere della Sera, dove rimane per vent'anni, prima come inviato, poi come capo dei servizi politici, quindi capo dell'ufficio romano e, infine, come editorialista. Nei suoi editoriali, Franchi si occupa soprattutto di politica interna. Dal giugno del 2006 al 5 marzo 2008 ha diretto Il Riformista.
Dopo la fine dell'esperienza da direttore, Franchi è tornato a scrivere commenti politici per il Corriere della Sera. Nel 2009 diviene, insieme ad Emanuele Macaluso, condirettore del mensile le nuove Ragioni del Socialismo.
Iscritto per un certo periodo al Partito Comunista Italiano (a metà degli anni '70 fu anche vicino alla carica di segretario della FGCI, che poi andò a Massimo D'Alema), mantiene in seguito posizioni marcatamente di centro-sinistra ascrivibili al campo ampio del Socialismo europeo. Nel 2009 dedica gran parte dei suoi editoriali alla crisi della Sinistra italiana ed europea con frequenti riflessioni sulle vicende legate al primo congresso del Partito Democratico di cui in più occasioni denuncia la scarsità dei contenuti.

## Opere (selezione)
- Da cosa non nasce cosa - Una conversazione sulla sinistra italiana con Emanuele Macaluso, Rizzoli.
- Intervista sui moderati, libro intervista con Marco Follini.
- Giorgio Napolitano. La traversata da Botteghe Oscure al Quirinale, Rizzoli, 2013, ISBN 978-88-17-06207-7.
- Socialista libertario giacobino: Diari (1973-1979), Marsilio Editore, 2016, ISBN 9788831723510. Scritto con Pietro Nenni.
- Il tramonto dell'avvenire. Breve ma veridica storia della sinistra italiana, Marsilio Editore, 2019, ISBN 9788831787659.